# Цивилизацията и разочарованието от нея
„Цивилизацията и разочарованието от нея“ е книга от Зигмунд Фройд. Написана през 1929 и за първи път публикувана на немски език през 1930 като „Das Unbehagen in der Kultur“ („Безпокойството в културата“). Тя е една от най-важните книги на Фройд и е широко разпространена.